# Dole pod Sveto Trojico
Dole pod Sveto Trojico este o localitate din comuna Moravče, Slovenia, cu o populație de 14 locuitori.